# Séverin de Cardaillac
Pour les articles homonymes, voir Cardaillac (homonymie).
Pour les autres membres de la famille, voir Famille de Cardaillac (Végennes).
Jean-Jacques Séverin de Cardaillac (né le 12 juillet 1766 au château de La Treyne, paroisse de Mayraguet, commune de Pinsac, dans le Lot, mort le 22 juillet 1845 à Paris, est un philosophe français, professeur de philosophie, suppléant à la Sorbonne en 1823 de Laromiguière.
Il est le grand-oncle d'Étienne de Cardaillac (1818-1879).

## Biographie
Troisième des quatre fils de Frédéric-Emmanuel de Cardaillac, seigneur de Végennes, de Meyssaguet, de La Treyne, et de Jeanne de Montalembert, fille de Gratien de Montalembert, lieutenant-colonel au régiment de Vassé-Cavalerie. Jeanne-Louise, sa sœur cadette, a fait ses études à la maison d'éducation de Saint-Cyr, tandis que son frère benjamin Charles-Louis a été reçu à l'École militaire à Paris.
Élève du collège de Sorèze puis du La Flèche, il entre ensuite au séminaire de Saint-Sulpice.
Bachelier en théologie et docteur ès Lettres, il a été maître de conférences en philosophie au Séminaire de Saint-Sulpice du 1er octobre 1786 au 1er janvier 1790.
Ainsi, comme Pierre Laromiguière [1756-1837) et comme presque tous les professeurs de cette époque, il a commencé par être clerc, sans entrer dans les ordres. 
Sous l'Empire, il est nommé régent de philosophie au collège de Montauban (1810-1811), puis professeur de philosophie au Lycée Bonaparte (1811-1830). Il enseigna aussi la philosophie comme maître de conférences à l'École normale supérieure à partir de 1816, à côté de Cousin [1792-1867)  et de Jouffroy (1796-1842), à cause du décret du 27 juillet 1822. Il continua à enseigner au Collège de Bourbon. 
En 1823, il est chargé de suppléer Pierre Laromiguière [1756-1837)  comme professeur de la faculté des lettres de Paris, en remplacement de Thurot, démissionnaire. le contenu de son enseignement sera publié en 1830 chez Didot-Hachette.
Il devient inspecteur de l'Académie de Paris de 1830 à 1845.
« Laromiguiériste indépendant et assez éclectique, Séverin de Cardaillac est un esprit incomparablement plus souple et plus ouvert que  Bonald. Observateur consciencieux et pénétrant, logicien timide et médiocre, écrivain d'une clarté persuasive quand il décrit les faits, flottant et peu rigoureux quand il aborde les lois générales, il a fait dans le second volume de son ouvrage Études élémentaires de philosophie, 2 volumes, 1820, une étude approfondie de la parole et de l'écriture au point de vue psychologique, dans laquelle il a, le premier, assigné à la parole intérieure sa place légitime, non seulement dans la théorie du langage, mais aussi dans la psychologie générale. ».
Les Études élémentaires de philosophie ont été considérées, lors de leur parution en 1830, comme un des écrits les plus remarquables qui aient été publiés en France sur la philosophie depuis les Leçons de philosophie de Laromiguière.

## Œuvres
- Études élémentaires de philosophie, 1830, 2 volumes, (réimpression 2006)

## Éléments de bibliographie
- Serge Nicolas, Histoire de la philosophie en France au XIXe siècle: naissance de la psychologie spiritualiste (1789-1830), Paris, L'Harmattan, 2007.
- François Picavet, Les Idéologues. essai sur l’histoire des idées et des théories scientifiques, philosophiques, religieuses, etc. en France depuis 1789. à Paris, chez Félix Alcan, in-8, 1891 [Réédité par Georg Olms Verlag. Hildesheim. New York].